# Fleet Street
Fleet Street – ulica w Londynie, na terenie City of London, stanowiąca część głównego traktu łączącego City z Westminsterem, w przeszłości siedziba licznych wydawnictw prasowych.

## Położenie
Ulica biegnie równoleżnikowo, równolegle do Tamizy. Na zachodzie dociera do Temple Bar, nieistniejącej obecnie bramy wjazdowej do City of London. Jej przedłużenie w tym kierunku, już na obszarze City of Westminster, stanowi ulica Strand. Wschodni kraniec ulicy znajduje się na skrzyżowaniu Ludgate Circus, gdzie dawniej znajdował się most nad rzeką Fleet (obecnie zabudowana, płynie pod powierzchnią Farringdon Street) oraz mury miejskie Londynu (Fleet Street znajdowała się poza nimi). Dalej w kierunku wschodnim wiedzie ulica Ludgate Hill.

## Historia
Droga powstała w czasach rzymskich (I-IV w.). W średniowieczu Londyn zaczął rozrastać się poza granice murów miejskich, m.in. wzdłuż Fleet Street. Ulica stała się skupiskiem gospód i domów publicznych, których obecność tutaj udokumentowana została już w XIV wieku. W 1666 roku ulica, podobnie jak i znaczna część miasta, zniszczona została przez wielki pożar.
Po 1695 roku przy Fleet Street na wielką skalę otwierane były wydawnictwa prasowe. Sprzyjało temu zarówno położenie ulicy – na głównym szlaku między City a Westminsterem, stanowiących polityczne i finansowe centra kraju, a więc źródło najświeższych informacji i plotek, jak i funkcjonujący tutaj już od XV/XVI wieku przemysł drukarski. W 1702 roku wydana została tutaj pierwsza gazeta codzienna w kraju – Daily Courant.
W XX wieku przy Fleet Street mieściły się siedziby niemal wszystkich wydawnictw prasowych o zasięgu ogólnokrajowym. Zmieniło się to w latach 80., gdy nastąpił ich masowy exodus, głównie ze względów ekonomicznych, m.in. do dzielnicy Docklands. W 2005 roku, jako jedna z ostatnich instytucji prasowych, swoją siedzibę przy Fleet Street opuściła Agencja Reutera.